# Bengaluru FC
Bengaluru FC (hindi बंगलौर फुटबॉल क्लब, ang. Bengaluru Football Club) – indyjski klub piłkarski, mający siedzibę w mieście Bengaluru w stanie Karnataka, w południowej części kraju, grający w latach 2013–2017 w rozgrywkach I-League, a od 2017 w rozgrywkach Indian Super League.

## Historia
Chronologia nazw:
- 2013: Bengaluru Football Club

Klub piłkarski Bengaluru FC został założony w miejscowości Bengaluru 20 lipca 2013 roku po tym jak Grupa JSW wygrała prawa do utworzenia zespołu z bezpośrednim wejściem na sezon 2013/14 w I-League. 22 września tego samego roku klub rozegrał swój pierwszy oficjalny mecz w I-lidze, wygrywając 3:0 z Mohun Bagan FC na stadionie piłkarskim w Bengaluru. W inauguracyjnym sezonie 2013/14 zespół zdobył tytuł mistrza kraju. W kolejnym sezonie był drugi, a w 2015/16 po raz drugi został mistrzem. W sezonie 2016/17 zespół nie zdobył miejsca na podium, zajmując czwartą pozycją w tabeli ligowej.
Latem 2017 roku klub dołączył do Indian Super League, gdzie w pierwszym swoim sezonie 2017/18 zdobył tytuł wicemistrza kraju. Sezon 2018/19 zakończył na pierwszym miejscu w rundzie zasadniczej, a potem w fazie play-off dotarł do finału, wygrywając swój trzeci tytuł mistrza kraju. Z powodu pandemii COVID-19 sezon 2019/20 przed czterema kolejkami został zakończony przez federację. Klub został uplasowany na trzeciej pozycji.

## Barwy klubowe, strój, herb, hymn
|  |  |

Klub ma barwy niebiesko-białe. Piłkarze domowe spotkania zazwyczaj grają w niebieskich koszulkach, niebieskich spodenkach oraz niebieskich getrach.

## Sukcesy

### Trofea międzynarodowe
| \| \| Zdobyte trofea w rozgrywkach międzynarodowych (stan na: 31-05-2022) \| |                                                                     |      |          |
| Rozgrywki                                                                    | Osiągnięcie                                                         | Razy | Sezon(y) |
| · Liga Mistrzów AFC                                                          | zdobywca                                                            | 0    |          |
| · Liga Mistrzów AFC                                                          | finalista                                                           | 0    |          |
| · Liga Mistrzów AFC                                                          | 2 runda kw.                                                         | 1    | 2017     |
| Puchar AFC                                                                   | zdobywca                                                            | 0    |          |
| Puchar AFC                                                                   | finalista                                                           | 1    | 2016     |
| Azjatycki Puchar Zdobywców                                                   | zdobywca                                                            | 0    |          |
| Azjatycki Puchar Zdobywców                                                   | finalista                                                           | 0    |          |
| FIFA                                                                         | Zdobyte trofea w rozgrywkach międzynarodowych (stan na: 31-05-2022) |      |          |

### Trofea krajowe
| \| \| Zdobyte trofea w rozgrywkach Indii (stan na: 31-05-2022) \| |                                                          |      |                           |
| Rozgrywki                                                         | Osiągnięcie                                              | Razy | Sezon(y)                  |
| Mistrzostwo                                                       | I miejsce                                                | 3    | 2013/14, 2015/16, 2018/19 |
| Mistrzostwo                                                       | II miejsce                                               | 2    | 2014/15, 2017/18          |
| Mistrzostwo                                                       | III miejsce                                              | 1    | 2019/20                   |
| Puchar                                                            | zdobywca                                                 | 3    | 2014/15, 2016/17, 2018    |
| Puchar                                                            | finalista                                                | 0    |                           |
| II liga                                                           | I miejsce                                                | 0    |                           |
| II liga                                                           | II miejsce                                               | 0    |                           |
| II liga                                                           | III miejsce                                              | 0    |                           |
| Indie                                                             | Zdobyte trofea w rozgrywkach Indii (stan na: 31-05-2022) |      |                           |

- Durand Cup:
  - zdobywca (1): 2022
  - finalista (0):

## Struktura klubu

### Stadion
Klub piłkarski rozgrywa swoje mecze domowe na stadionie Sree Kanteerava Stadium w Bengaluru, który może pomieścić 25.810 widzów.

## Rywalizacja z innymi klubami

### Derby
- Ozone FC
- Mohun Bagan FC
- ATK Mohun Bagan FC
- Kerala Blasters FC